# جوناثان غونزاليس (لاعب كرة قدم)
جوناثان غونزاليس (بالإسبانية: Jonathan González)‏ هو لاعب كرة قدم أوروغواياني، ولد في 22 يونيو 2000 في مونتيفيديو في الأوروغواي. لعب مع ديفينسور سبورتينغ.

## وصلات خارجية
- جوناثان غونزاليس (لاعب كرة قدم) على موقع قاعدة بيانات كرة القدم.إي يو (الإنجليزية)
- جوناثان غونزاليس (لاعب كرة قدم) على موقع Soccerway.com (الإنجليزية)